# کتاب‌شناسی وودی آلن
فهرستی از نوشته‌های وودی آلن.

## کتاب
- این آب آشامیدنی نیست!، نگار شاطریان، نشر بیدگل (۱۹۶۶)[۱]
- دوباره این آهنگو بزن سم، بهرنگ رجبی، نشر چشمه (۱۹۶۶)
- حالا بی‌حساب شدیم (۱۹۷۱)[۲]
- بی بال و پر، نگار شاطریان، نشر بیدگل (۱۹۷۵)[۳]
- عوارض جانبی ۱، لادن نژادحسینی، نشر بیدگل (۱۹۸۰)[۴]
- حباب معلق، بهرنگ رجبی، نشر بیدگل (۱۹۸۱)[۵]
- سنترال پارک وست، محمدرضا اوزار، نشر بیدگل (۱۹۹۵)[۶]
- اولد سیبروک، محمدرضا اوزار، نشر بیدگل (۲۰۰۳)[۷]
- ریورساید درایو، محمدرضا اوزار، نشر بیدگل (۲۰۰۳)[۸]
- متل ماه عسل (۲۰۱۱)، ترجمهٔ محمّدرضا اوزار، نشر بیدگل
- هرج و مرج محض، ترجمهٔ نگار شاطریان، نشر بیدگل
- بن‌بست نویسنده، ترجمهٔ محمّدرضا اوزار، نشر بیدگل
- مرگ در می‌زند، ترجمهٔ نگار شاطریان، نشر بیدگل
- مرگ / خدا، ترجمهٔ شهرام زرگر، نشر بیدگل
- بیخود و بی‌جهت (زندگی نامه وودی الن به قلم خودش)،ترجمه لیدا صدرالعلمایی، نشر برج

### چاپ‌نشده
نمایشنامهٔ خاطرهٔ دست دوم وودی آلن که سال ۲۰۰۴ به کارگردانی خودش به نمایش درآمد، هرگز چاپ نشده‌است.